# Roger Backhouse
Roger Edward Backhouse, es un economista, historiador económico y académico británico. Desde 1996, ha sido profesor de Historia y Filosofía de la Economía en la Universidad de Birmingham.

## Trabajo como economista
Backhouse es editor asociado del New Palgrave Dictionary of Economics (2008) y también editor de reseñas de libros del  Economic Journal , editor del  Journal of Economic Methodology  y editor asociado de la "Revista de Historia del Pensamiento Económico".
Backhouse es un destacado estudioso de la historia de la economía y la metodología económica y ha publicado sobre la economía de Keynes,  la macroeconomía del desequilibrio y la historia de las ciencias sociales recientes (posteriores a 1945). En 2014 fue elegido miembro de la Academia Británica, la academia nacional de humanidades y ciencias sociales del Reino Unido.

## Publicaciones seleccionadas
- (1985) Una historia del análisis económico moderno, Oxford: Blackwell
- (1994) Economists and the Economy 2nd ed., New Brunswick: Transaction
- (1997) Verdad y progreso en el conocimiento económico, Cheltenham: Edward Elgar
- (1991) Macroeconomía aplicada del Reino Unido Blackwell Publishers
- (2001) Macroeconomics and the Real World Volume 1: Econometric Techniques and Macroeconomics y Volume 2: Keynesian Economics, Unemployment, and Policy, Oxford University Press Editado por Roger E. Backhouse y Andrea Salanti
- (2010) La Historia de las Ciencias Sociales desde 1945, Cambridge University Press, Editado por Roger E. Backhouse y Philippe Fontaine.